# Raça caucasiana
A raça caucasiana (também caucasóide) é uma classificação racial desatualizada de seres humanos com base em uma teoria da raça biológica atualmente contestada. A raça caucasiana era historicamente considerada como um táxon biológico que, dependendo de qual das classificações raciais históricas estava sendo usado, geralmente incluía populações antigas e modernas de toda ou partes da Europa, Ásia Ocidental, Ásia Central, Ásia do Sul, África do Norte e Corno da África.
O termo introduzido pela primeira vez na década de 1780 por membros da Escola de História de Göttingen, denotava uma das três supostas raças principais da humanidade (sendo as três: caucasóide, mongolóide e negróide). Em antropologia biológica, Caucasóide  é usado como um termo guarda-chuva para grupos fenotipicamente semelhantes dessas diferentes regiões, com foco na anatomia esquelética e, especialmente, morfologia craniana, sem levar em conta cor da pele humana. As populações "caucasóides" antigas e modernas não eram exclusivamente "brancas", mas variavam em tez de pele branca a marrom-escura.

## Etimologia
O termo surgiu de antigos estudos feitos por estudiosos da craniologia, que consideraram que os crânios de pessoas que viviam no Cáucaso eram iguais (metricamente) aos de europeus, povos norte-africanos nativos (como os cabilas), alguns povos do subcontinente indiano e da Ásia Ocidental.
O termo "raça caucasiana" foi criado pelo filósofo Christoph Meiners no século XVIII, mas só se popularizou no século XIX, com o nome de "Varietas Caucasia"  pelo cientista e naturalista alemão Johann Friedrich Blumenbach, que pegou emprestado o termo de Meiners. Blumenbach definiu esta classificação racial baseando-se nas feições do crânio de povos caucasianos, similares às encontradas nos povos europeus. Da similaridade do crânio, Blumenbach formou a teoria de que as feições comuns a todos os europeus teriam surgido no Cáucaso.